# Lysekilsbanan
Lysekilsbanan – normalnotorowa linia kolejowa w Szwecji w Bohuslän. Łączy ona linię Bohusbanan, od której odgałęzia się w pobliżu Munkedal, z portowym miastem Lysekil. Ma 35 km długości.
Linia do Lysekil powstała w 1913 roku, kilka lat po rozpoczęciu użytkowania Bohusbanan (Göteborg – Uddevalla – Strömstad). Została zelektryfikowana w 1950. W 1981 zawieszono na niej regularny ruch pasażerski. Przez pewien czas funkcjonowały sezonowe letnie pociągi. Regularny ruch towarowy zawieszono w 2010.
Od 2017 roku trwają dyskusje o likwidacji linii. W jej miejsce miałaby powstać ścieżka rowerowa. Przeciwko likwidacji protestowała jednak lokalna administracja.
Pod koniec 2018 roku podjęto ostateczną decyzję o zaprzestaniu utrzymywania linii oraz likwidacji zwrotnicy w Smedberg, łączącej ją z Bohusbanan.

## Stacje kolejowe
- Smedberg
- Håbygård
- Gläborg
- Hallinden
- Brodalen
- Brastad
- Häggvall
- Lyse
- Buahöjd
- Lysekil